# نورة (جزيرة)

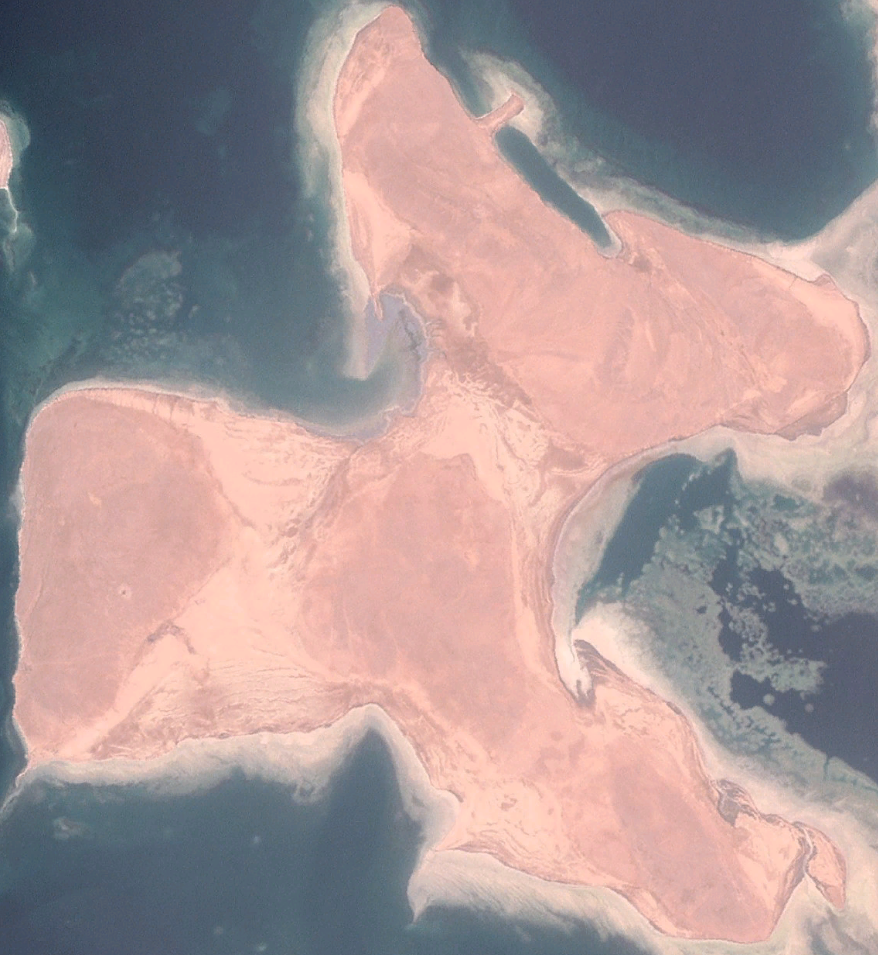
نظرة على الجزيرة من الفضاء.

نورة هي أكبر جزيرة في أرخبيل دهلك الإريتري وإحدى الجزر الثلاثة المأهولة في الأرخبيل. تبلغ مساحتها 105.15 كم². يصل أقصى ارتفاع لها إلى 37 متراً في الشمال الشرقي.
كان عدد سكانها 373 في 66 أسرة في عام 2009.